# Brown & Barlow
Brown & Barlow (B&B) is een voormalig Brits fabrikant van carburateurs, vooral voor motorfietsen en andere kleine verbrandingsmotoren.
De bedrijfsnaam was Brown and Barlow of Carburet Works, Westwood Road, Witton, Birmingham.
Brown & Barlow produceerden carburateurs van 1900 tot 1940. Tijdens de Olympia Motor Show van 1911 presenteerde het merk acht typen carburateurs, waaronder een met twee aparte sproeiers en één mengselschroef. In 1915 kreeg een van de oprichters, Clement Brown, een patent op een aantal verbeteringen van carburateurs voor verbrandingsmotoren. In 1923 volgde een patent voor de ombouw van de carburateurs van bediening door manettes naar bediening door een twist grip. In 1927 ging het bedrijf op in Amalgamated Carburetters Ltd., samen met Amac en Binks. De naam van de carburateurs veranderde uiteindelijk in "Amal", maar B&B bleef tot 1940 produceren. 